# Dassarètes
 (janvier 2025).
Si vous disposez d'ouvrages ou d'articles de référence ou si vous connaissez des sites web de qualité traitant du thème abordé ici, merci de compléter l'article en donnant les références utiles à sa vérifiabilité et en les liant à la section « Notes et références ».
Les Dassarètes, ou Dessaroi, (grec ancien : Δασσαρέται ou Δεξάροι) est une ancienne tribu grecque de l'Épire établie entre le mont Amyron (Tomorr) et le lac Lychnitis (Ohrid) à la frontière avec l'Illyrie.
Ils formaient un sous-groupe septentrional des Chaoniens. Strabon, citant Théopompe, dans sa Géographie, décrit quatorze tribus épirotes, dont celle des Dassarètes. Au sixième siècle avant J.-C., le géographe Hécatée de Milet mentionne les Dassarètes comme la tribu la plus septentrionale des Chaoniens, un peuple de langue grecque résidant à proximité de la tribu illyrienne des Enchéléiens.
Leurs villes étaient Pélion (ou Pellion), Antipatrea, Crisondio, Gertus (ou Gerous) et Créonion.